# 10658 Gretadevries
10658 Gretadevries (2281 T-1) là một tiểu hành tinh vành đai chính. Nó được đặt theo tên Greta de Vries, an employee ở Kapteyn Astronomical Institute ở The Netherlands.